# 65536 (szám)
A szócikk címe technikai okok miatt pontatlan. A helyes cím: 65 536.
A 65 536 egy természetes szám, a 2 tizenhatodik hatványa. A 65 536 felírható úgy is, hogy {\displaystyle 2^{2^{2^{2}}}}, ezért a tetráció műveletét segítségül hívva: 65536 = {\displaystyle ^{4}2} vagy 2↑↑4.

## A szám a matematikában
A tízes számrendszerbeli 65 536-os a kettes számrendszerben 10000000000000000, a nyolcas számrendszerben 200000, a tizenhatos számrendszerben 10000 alakban írható fel.
A 65 536 páros szám, összetett szám, kanonikus alakban a 216 hatvánnyal, normálalakban a 6,5536 · 104 szorzattal írható fel. Tizenhét osztója van a természetes számok halmazán, ezek növekvő sorrendben: 1, 2, 4, 8, 16, 32, 64, 128, 256, 512, 1024, 2048, 4096, 8192, 16 384, 32 768 és 65 536.
Az első olyan szám, amelynek pontosan 17 osztója van.
Érinthetetlen szám: nem áll elő pozitív egész számok valódiosztóösszeg-függvényeként.

## Az informatikában
Mivel a 65 536 a 2 tizenhatodik hatványa, a 16 pedig osztható 8-cal (azaz az egy byte-ban foglalt bitek számával), ezért ennek a számnak különleges jelentősége van, és számos helyen előfordul, ahol meg kell mondani, hogy hányféle értéket vehet fel egy mennyiség. Így például
- 65 536 féle számot tárolhatunk két byte-on, tehát
- 65 536 byte (64 kibibyte) memóriát lehet megcímezni egy 16 bit széles címbusszal;
- 65 536 féle értéket tárolhat egy 16 bites szóhosszúságú processzor regisztere;
- 65 536 féle értéke lehet a programozásban egy 16 bites egész számnak; aszerint, hogy előjeles vagy előjel nélküli számként értelmezzük, ez lehet -32 768 és +32 767 vagy 0 és 65 536 közötti szám;
- 65 536 féle karakter különböztethető meg egy 16 bites karakterkódolási rendszerben;
- 65 536 féle színt tárolhat egy 16 bites színmélységű kép, illetve ennyi színt jeleníthet meg egy 16 bites színmélységű monitor vagy kijelző.

A gyakorlatban a fenti értékeket a számítástechnika a legtöbb területen túlhaladta.
A 65 536 ezek szerint a legkisebb olyan pozitív egész szám, amely nem ábrázolható két byte-on.
A 65 536 byte (64 kibibyte) memóriára utal a legendás Commodore 64 számítógép neve is.